# Municipio de Fall River (condado de Wilson)
El municipio de Fall River (en inglés, Fall River Township) es un municipio del condado de Wilson, Kansas, Estados Unidos. Tiene una población estimada, a mediados de 2023, de 324 habitantes.

## Geografía
Está ubicado en las coordenadas 37°32′48″N 95°55′28″O / 37.54667, -95.92444. Según la Oficina del Censo, tiene una superficie total de 131.22 km², de los cuales 129.94 km² corresponden a tierra firme y 1.28 km² están cubiertos de agua.

## Demografía
Según el censo de 2020, en ese momento había 328 personas residiendo en la zona. La densidad de población era de 2.52 hab./km². El 92.1 % de los habitantes eran blancos, el 0.3 % era amerindio, el 2.4 % eran de otras razas y el 5.2 % eran de una mezcla de razas. Del total de la población, el 2.4 % eran hispanos o latinos de cualquier raza.